# 旧制大学
旧制大学（きゅうせいだいがく、旧字体：舊制大學）とは、日本において学校教育法（1947年4月1日施行）より前の学校制度における大学の全般を指す言葉である。

## 概要
旧制大学という用語は、第二次世界大戦後の1947年に施行された学校教育法によって新規に設立された大学（新制大学）と対比する意味で用いられる事が多い。一般的な修業年限は明治25年4月以降、医学部が4年、法・文・理学部が3年であった。なお、新制大学のうち国立大学については、国立学校設置法（1949年施行、2004年廃止）によって設置された。
旧制大学は、現在（1991年の大学設置基準の大網化以降）の大学の3・4年次と、大学院の修士課程（博士前期課程）や専門職学位課程などに相当するという見方もある（ただし旧制大学卒業資格は、新制大学院（博士前期課程）の入学資格としては認められているが、博士後期課程の入学資格としては認められていない）。
新制大学の教養課程に相当する教育は、旧制高等学校や旧制大学予科が担っていた。なお、旧制大学には旧制専門学校に相当する専門部という組織も設置されていたことがあった。

## 定義
旧制大学は、法令上の用語ではなく、卒業生の資格について法令で規定する場合は「大学令による大学」とするのが一般である。従って確立した定義はないが、学校教育法による学校を新制とする対比で旧制とするため、通常は大学令によって成立した大学並びに大学令制定以前の「学制及び帝国大学令によって成立した大学を意味するのが一般である。この場合、「第二次世界大戦終結前に成立した大学」であるという文献も存在しているが、1945年8月から1947年3月までに認可されたものをことさら除く根拠はなく。また1947年4月の学校教育法施行以後においても学校教育法第98条第2項の規定（従前の規定による他の学校になることができる）により、大学令によって旧制専門学校（医学専門学校及び歯学専門学校）が大学に昇格した例が多数存在し、これらも法制上「大学令による大学」であるため、別途扱う根拠はない。

## 旧制大学設置の歴史
ここでは大学設立時の名称を用いる。現在の名称と異なるものは併記する。また、適応する法律、設立順に並べてある。

### 明治維新直後の学問所等と大学設置計画
明治政府による欧米諸国と同等水準の最高学府である大学創設計画は、まず京都で国学中心に始められた。その後、政治の中心が東京に移るとともに東京で洋学中心に展開された。
また、全国各地で藩校や私塾などを近代的な教育機関として改革する動きが広がっていた。これらのあるものは、後に設立される旧制大学へと繋がっていくことになる。
1868年
- 4月4日 - 明治政府直轄の高等教育機関として以下の機関を復興
  - 京都学習院

- 以下の閉鎖された江戸幕府の学問所を復興
  - 昌平坂学問所→昌平学校
  - 医学所→医学校
  - 開成所→開成学校

- 以下の機関を改称
  - 京都学習院→大学寮代

- 以下の機関を分割
  - 大学寮代→皇学所＋漢学所

1869年
- 以下の機関を統合
  - 昌平学校＋医学校＋開成学校→大学校
    - 旧昌平学校を本校、旧医学校・開成学校を分局とする

1870年
- 以下の機関を統合
  - 皇学所＋漢学所→大学校代

- 以下の組織を改称
  - 大学校→大学（この「大学」は固有名詞であり、学位を授与する高等教育機関である旧制大学を指しているわけではないことに注意）
  - 大学校分局（旧医学校）→大学東校
  - 大学校分局（旧開成学校）→大学南校

- 以下の機関が閉鎖、独立
  - 大学本校→閉鎖
  - 大学東校→独立
  - 大学南校→独立

- 以下の機関を京都府へ移管
  - 大学校代

- 以下の機関が大阪府より大学（後の文部省）へ移管
  - 大阪洋学校
  - 大阪舎密局
  - 大阪府医学校病院（大阪医学校と改称）

- 以下の組織が改称
  - 大阪舎密局→大阪理学校

- 以下の組織が統合
  - 大阪洋学校＋大阪理学校→大阪開成所

1871年
- 文部省の設置
- 以下の機関が廃止、改称
  - 大学→廃止
  - 大学東校→東校
  - 大学南校→南校

- 司法省に以下の機関を設置
  - 明法寮

- 工部省に以下の機関を設置
  - 工学寮

- 以下の機関が長崎府より文部省へ移管
  - 長崎広運館（旧・英語伝習所→洋学所→語学所→済美館→広運館）
  - 長崎府医学校（長崎医学校と改称）

### 学制
学制施行により、大学と専門学校（医学校や法律学校、外国語学校、農学校など）が高等教育機関として卒業者に学士号の学位を授与できることとなった。学制における専門学校とは、旧制専門学校とは異なるものである。
1872年の学制施行直後は、最高学府は専門学校である医学校（高等教育機関）と中学（中等教育機関）であった。最高学府として大学（高等教育機関）がすぐに設立されなかった理由は、学制は主に小学校（初等教育機関）の普及に力を入れていたため、高等教育の水準が欧米諸国に追いつくには時間を要したためである。
1877年末の時点で、大学は東京大学1校、官公立の専門学校は18校、私立の専門学校は34校であった。
1872年
- 9月5日 - 学制公布により、以下の医学校と中学が設立
  - 東校→第一大学区医学校
  - 南校→第一大学区第一番中学
  - 大阪開成所→第四大学区第一番中学
  - 長崎広運館→第六大学区第一番中学
- 次いで
  - 大阪医学校→第四大学区医学校
  - 長崎医学校→第六大学区医学校
  - 東京の洋学第一校→第一大学区第二番中学

- 以下の専門学校が廃止
  - 第四大学区医学校

1873年
- 学制改正（第三大学区と第四大学区が統合、以下番号繰り上がり）
  - 第四大学区第一番中学→第三大学区第一番中学
  - 第六大学区第一番中学→第五大学区第一番中学
  - 第六大学区医学校→第五大学区医学校

- 以下の中学が専門学校へ昇格
  - 第一大学区第一番中学→開成学校
  - 第三大学区第一番中学→開明学校
  - 第五大学区第一番中学→広運学校

- 以下の専門学校が改称
  - 開成学校→東京開成学校

1874年
- 以下の専門学校が改称
  - 第一大学区医学校→東京医学校
  - 第五大学区医学校→長崎医学校
  - 開明学校→大阪外国語学校→大阪英語学校
  - 広運学校→長崎外国語学校→長崎英語学校

- 以下の専門学校が廃止
  - 長崎医学校（→1876年 長崎病院医学場として復活、現・長崎大学医学部）

1876年
- 以下の機関が工部寮の附属として設立
  - 工部美術学校

1877年
- 以下の専門学校が合併し、大学へ昇格
  - 東京医学校＋東京開成学校→（旧）東京大学

- 以下の専門学校が合併
  - 工学寮＋工部美術学校→工部大学校（1886年、帝国大学に吸収合併）

- 12月 - 以下の専門学校が廃止
  - 長崎英語学校

1879年
- 4月 - 以下の専門学校が改称
  - 大阪英語学校→大阪専門学校（→1880年 官立大阪中学校→1885年 大学分校→1886年 第三高等中学校→1894年 第三高等学校）

- 9月29日 - 教育令公布により、学制廃止

### 教育令
教育令の施行により、地方官（府県長官）に与えられた権限を縮小し学区制を廃止。大学校は法学、理学、医学、文学等の専門諸科を授くる所とすると規定された。
1879年
- 9月29日 - 第1次教育令公布[5]

1880年
- 築地大学校／バラの築地大学校（→1883年 先志学校と合併して東京一致英和学校→1887年 明治学院設置認可→1944年 明治学院専門学校→1949年 明治学院大学／新制大学）
- 12月28日 - 第2次教育令公布[6]

1883年
- 立教大学校[7][8]（→1890年 立教学校→1896年 立教専修学校→1907年 立教大学／専門学校令→1922年 立教大学／大学令）

1885年
- 8月12日 - 第3次教育令公布

1886年
- 2月～3月 - 帝国大学令（3月2日公布）を含む一連の学校令の制定により、教育令廃止

### 帝国大学令
帝国大学令の施行により、大学令による公立および私立大学の設立までは、学位を授与できる機関は原則として帝国大学のみに限られることとなった。ただし札幌農学校の本科に関しては、これ以降も例外的に農学士の授与が認められた。
1886年
- 帝国大学（後に東京帝国大学と名称を変更、東京大学）

1897年
- 京都帝国大学（京都大学）

1907年
- 東北帝国大学（東北大学）

1911年
- 九州帝国大学（九州大学）

1918年
- 北海道帝国大学（北海道大学）

1924年
- 京城帝国大学（終戦直後に廃校、後にソウル大学校へと転用）[注釈 1]

1928年
- 台北帝国大学（国立台湾大学）

1931年
- 大阪帝国大学（大阪大学）

1939年
- 名古屋帝国大学（名古屋大学）

### 大学令
大学令により、これまでの旧制専門学校が公立及び私立の旧制大学へと移行し、学位の授与を行うことができるようになった。
- 以下の年月日は、官立大学の場合は勅令（日本国憲法施行後に昇格した官立医科大学の場合は、政令）の制定日、公立大学・私立大学の場合は認可日である。出典は、いずれも当時の『官報』。
- * 印が付いているのは、予科を置かなかった大学である（ただし、府立大阪医大・県立愛知医大・県立熊本医大は後の官立移管時に予科を廃止し、反対に神戸商大は1940年から学制改革まで予科を設置した）。

#### 両大戦間期
1919年
- 11月22日[11] - 大阪医科大学（最初の旧制公立大学、1931年に官立移管し、大阪帝国大学へ昇格）

1920年
| *右：『官報』（1920年2月6日付）文部省告示第35-36号 *左：『官報』（1920年4月16日付）文部省告示第265-270号   |  | *右：『官報』（1920年2月6日付）文部省告示第35-36号 *左：『官報』（1920年4月16日付）文部省告示第265-270号 |

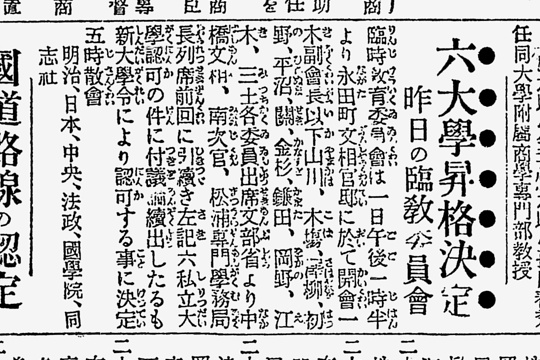
6校の昇格決定を報じる『東京朝日新聞』（1920年4月2日付朝刊3面）。

| - 右：『官報』（1920年2月6日付）文部省告示第35-36号 - 左：『官報』（1920年4月16日付）文部省告示第265-270号 |  | |

- 2月5日[12]
  - 慶應義塾大学
  - 早稲田大学[13][14]

- 3月31日[15] - 東京商科大学（1944年東京産業大学に改称、1947年に復称を経て、現・一橋大学）
- 4月15日[16]
  - 明治大学
  - 法政大学
  - 中央大学
  - 日本大学
  - 國學院大學
  - 同志社大学
- 6月18日[17] - 愛知医科大学（1931年に名古屋医科大学として官立移管の後、名古屋帝国大学に昇格）

1921年
- 10月19日[18]
  - 東京慈恵会医科大学
  - 京都府立医科大学

1922年
- 3月31日[19]
  - 新潟医科大学* （現・新潟大学）
  - 岡山医科大学* （現・岡山大学）
  - 旅順工科大学（終戦時に廃校）
  - 満洲医科大学（中国語版）（現・中国医科大学）
- 5月20日[20]
  - 龍谷大学
  - 大谷大学
- 5月25日[21]
  - 熊本医科大学（1929年に官立移管を経て、現・熊本大学）
  - 専修大学
  - 立教大学
- 6月5日[22]
  - 立命館大学
  - 関西大学
  - 東洋協会大学（現・拓殖大学、戦後の一時期「紅陵大学」に改称）

1923年
- 3月30日[23]
  - 千葉医科大学* （現・千葉大学）
  - 金沢医科大学* （現・金沢大学）
  - 長崎医科大学* （現・長崎大学）

1924年
- 5月17日[24] - 立正大学

1925年
- 3月30日[25] - 駒澤大学
- 5月18日[26] - 東京農業大学

1926年
- 2月25日[27] - 日本医科大学
- 4月2日[28] - 高野山大学
- 4月5日[29] - 大正大学

1928年
- 3月23日[30] - 大阪商科大学（大阪市立大学を経て、現･大阪公立大学）
- 4月2日[31] - 東洋大学
- 5月10日[32] - 上智大学

1929年
- 4月1日[33]
  - 東京工業大学*（現・東京科学大学）
  - 大阪工業大学* （1933年に大阪帝国大学に吸収合併）
  - 東京文理科大学 * （東京教育大学を経て、現・筑波大学）
  - 広島文理科大学* （現・広島大学）
  - 神戸商業大学* （神戸経済大学を経て、現・神戸大学）

1932年
- 3月7日[34] - 関西学院大学

#### 第二次世界大戦開始後
1939年
- 5月26日[35] - 藤原工業大学（1944年に慶應義塾大学に統合）
- 12月28日[36] - 東亜同文書院大学（終戦時に廃校になるも、旧教職員や学生の受け入れ先として愛知大学を設立）

1940年
- 4月23日[37] - 神宮皇學館大学（文部省所管の官立大学で終戦直後に廃校となった後、私立の皇學館大学として再興）

#### 太平洋戦争中
1942年
- 5月15日[38] - 興亜工業大学（現・千葉工業大学）

1943年
- 3月12日[39] - 大阪理工科大学（現・近畿大学）

#### 第二次世界大戦終結後
第二次世界大戦後、教育制度の改革を実施すること自体は決定していたが、制度の構築に時間が掛かっていた。その間にも大学の設置申請は続いており、やむなく、大学令の基準を満たした申請から順次設置を認可することとなった。しかし、第90回帝国議会において学校教育法が可決成立する見込みとなったことから、大学令に基づく大学新設認可は1947年2月の玉川大学をもって終了した。
一方、医学教育に関してはその制度設計や旧制医学専門学校の扱いに関して異論が相次いでおり、さらに国立大学設置に関する国立学校設置法整備の遅れもあって、新教育制度での施策がなかなかまとまらない情勢であった。そこで、新制度が確立するまで、GHQの認可を得られたものから順次、旧制医学専門学校を旧大学令に準拠した経過措置によって旧制大学に昇格させることになった。同措置は1948年の官立医学専門学校の一斉昇格をもって終了。1949年に新制大学が発足した。
1946年
- 3月30日[40]
  - 大阪医科大学（現・大阪医科薬科大学）
  - 久留米医科大学（現・久留米大学）
- 4月20日[41] - 兵庫県立医科大学（神戸医科大学を経て現・神戸大学）
- 4月25日[42] - 昭和医科大学
- 5月1日[43]
  - 霞浦農科大学（茨城県立農科大学を経て、現・茨城大学）
  - 東海大学
- 5月15日[44]
  - 順天堂医科大学（現・順天堂大学）
  - 東京医科大学
- 7月19日[45] - 東京歯科大学
- 8月27日[46] - 東京医科歯科大学（現・東京科学大学）
- 11月15日[47] - 愛知大学

1947年
- 2月24日[48] - 玉川大学
- 6月18日[49][50][51][52]
  - 山口県立医科大学（現・山口大学）
  - 名古屋女子医科大学（現・名古屋市立大学）
  - 県立鹿児島医科大学（現・鹿児島大学）
  - 東邦医科大学（現・東邦大学）
  - 福島県立医科大学
  - 岐阜県立医科大学（岐阜医工科大学・岐阜県立大学・岐阜県立医科大学を経て、現・岐阜大学）
  - 横浜医科大学（現・横浜市立大学）
  - 和歌山県立医科大学
  - 岩手医科大学
  - 三重県立医科大学（三重県立大学を経て、現・三重大学）
  - 大阪市立医科大学（現・大阪市立大学）
  - 広島県立医科大学（広島医科大学を経て、後に広島大学に統合）
  - 奈良県立医科大学
  - 大阪歯科大学
  - 日本歯科大学
  - 大阪女子医科大学（現・関西医科大学）
  - 東京女子医科大学

1948年
- 2月10日[53]
  - 前橋医科大学* （現・群馬大学）
  - 弘前医科大学* （現・弘前大学）
  - 松本医科大学* （現・信州大学）
  - 徳島医科大学* （現・徳島大学）
  - 米子医科大学* （現・鳥取大学）

#### 補足

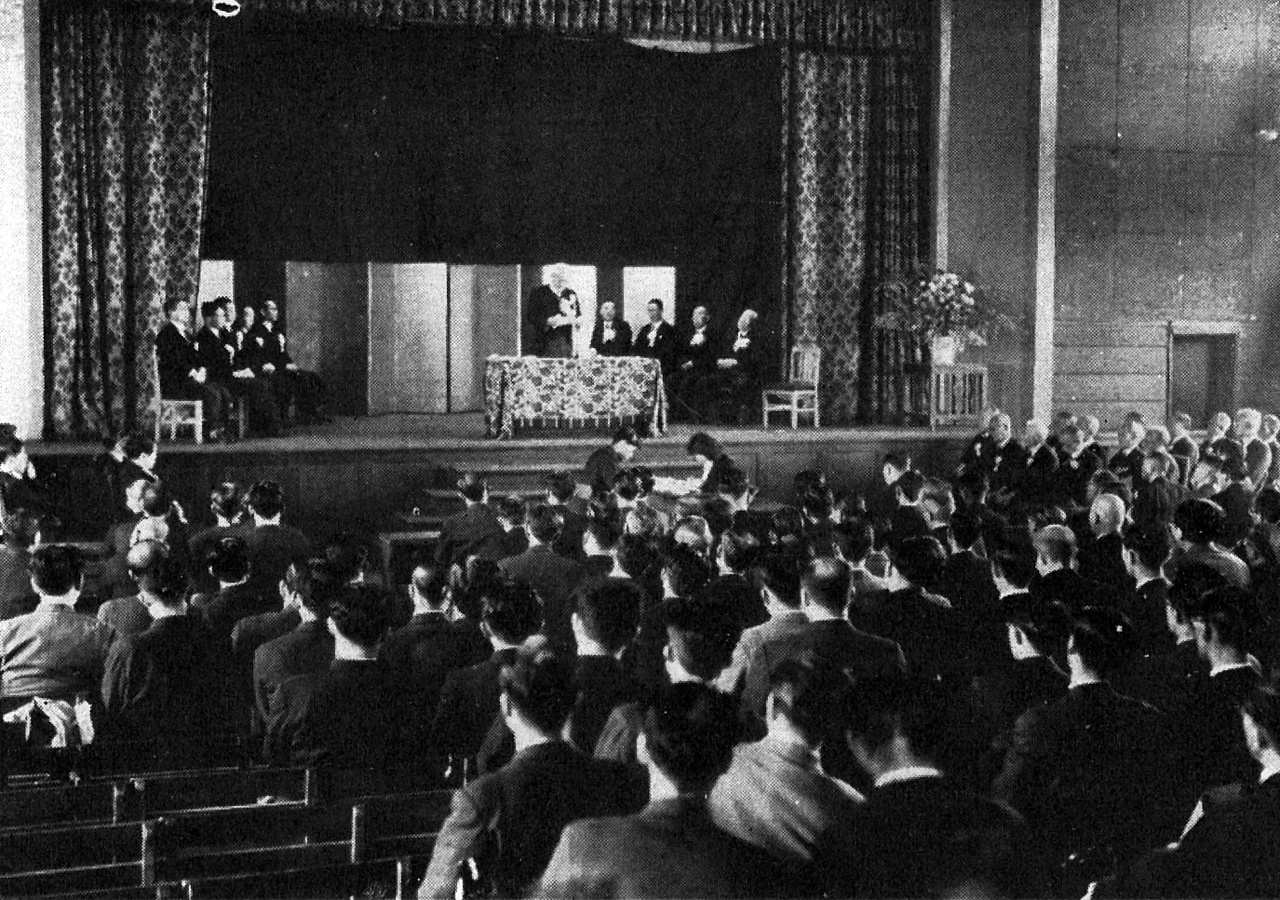
東京文理科大学閉学記念式典（1953年3月29日）

- 京城帝国大学、台北帝国大学、旅順工科大学、東亜同文書院大学は外地の大学である。
- 京城帝国大学、台北帝国大学、大阪帝国大学、名古屋帝国大学は大学令公布に基づき改正された大学令による帝国大学令（改正帝国大学令）に基づいて設置された。
- 戦前の日本女子大学校（現日本女子大学）、東京女子大学は名称に「大学」を用いていたが、大学令による旧制大学ではなく、専門学校令による旧制女子専門学校であった。両校は学制改革によって新制大学に移行した。
- 明治期の学習院に大学部が存在したことがあるが、大学令に基づくものではない。
- 新制大学発足後も、新制大学が大学院を開設して博士号の授与が可能になるまでの間、旧大学令に基づく博士学位審査のための機関として旧制大学は、存続し、完全に廃校になったのは、1962年（昭和37年）である。